# Лесостепь (станция)
Лесостепь — железнодорожная станция Ростовского региона Северо-Кавказской железной дороги.
Остановка электропоездов.